# کوچاک
کوچاک (به ارمنی: Քուչակ) یک روستا در ارمنستان است که در استان آراگاتسوتن واقع شده‌است. کوچاک در ۱۸ کیلومتری شمال‌غرب آشتاراک، مرکز استان آراگاتسوتن واقع شده‌است.

## خصوصیات
کوچاک ۲٬۰۲۵ نفر جمعیت دارد و ۱٬۸۵۰ متر بالاتر از سطح دریا واقع شده‌است.
| سال   | ۱۸۳۱ | ۱۸۹۷ | ۱۹۲۶ | ۱۹۳۹ | ۱۹۵۹ | ۱۹۷۰ | ۱۹۷۹ | ۱۹۸۹ | ۲۰۰۱ | ۲۰۰۴ |
| جمعیت | ۵۳۱  | ۱۸۳۶ | ۲۳۷۱ | ۲۳۳۱ | ۱۴۱۷ | ۱۶۶۰ | ۱۵۸۵ | ۱۸۸۷ | ۱۹۹۳ | ۲۱۹۳ |

## تاریخچه
این روستا میان سال‌های ۱۸۲۹–۱۸۳۰ میلادی بنا شد و نام آن برگرفته از نام ناهاپت کوچاک شاعر ارمنستانی سده شانزدهم میلادی است. اکثر ارمنیان این ناحیه اصالتاً از شهرهای موش (شهر)، آلاشکرت، ارزروم و ماکو هستند.